# Desmodium polygaloides
Desmodium polygaloides är en ärtväxtart som beskrevs av Robert Hippolyte Chodat och Emil Hassler. Desmodium polygaloides ingår i släktet Desmodium och familjen ärtväxter. Inga underarter finns listade i Catalogue of Life.